# Vaskobak-barlang
A Vaskobak-barlang a Duna–Ipoly Nemzeti Parkban található Vértes hegységben, Csákváron lévő egyik barlang.

## Leírás
Csákvár külterületén, Gánt szélén, kőfejtőben fekszik a barlang. A Gém-hegy DNy-i oldalában elhelyezkedő Hosszú-haraszt egykori bauxitkülfejtésében van a barlang bejárata. A barlangot legegyszerűbb Gánt D-i részéről megközelíteni. Az emlékmű mellett DK-re, a külfejtéses, rekultivált bauxitbányába vezető úton több mint 0,5 km-t kell menni, majd onnan csak gyalogosan érhető el a bányafal ÉNy-i vége. A bányafal előtt, a bányaudvaron egy-két méter magas, 10 m átmérőjű, hematitos bevonatú dolomitkibúvás figyelhető meg. Ennek D-i oldalán, 203 m tszf. magasságban, 0,5 m relatív magasságban van a barlang szűk bejárati lyuka.
A barlang kettő, egymáshoz nőtt, méternyinél alig nagyobb gömbfülkéből áll. Ezekhez kis oldalágak kapcsolódnak. A hátsó fülkéből kezdődik egy tektonikus vonal mentén kioldódott, 0,5 m magas, de csak 20–30 cm széles, ezért járhatatlan hasadék, amelynek vége elkanyarodik. A gömbfülke mennyezetéből kb. 2 m magasra nyúlik egy pár deciméter átmérőjű, kissé kanyargó kürtő. Ez majdnem eléri a külszínt. A délebbi, megnyúlt fülkéből merőlegesen, kissé felfelé indul egy kis gömbüstökből összenőtt, nagyon szűk járat. Az egész barlangra jellemző, hogy az alulról feltörő víz felfelé oldotta bele magát a kőzetbe. A mennyezeten mindenhol oldásformák, gömbüstök látszanak.
A hajdani bauxitkitöltés alatt, leszorított víztükrű helyen, egy kőbörc belsejében keletkezett üreg befoglaló kőzete nagyon töredezett, tektonikus breccsa jellegű dolomit, mely közvetlenül a bauxit feküjét alkotta. A barlangban lévő kiválási képződménynek csak a mennyezeten, apró foltokban megjelenő, fehér meszes bevonatok tekinthetők. A kitöltő üledékről nem tudható, hogy eredeti, vagy az üreg felszínre nyílása után mosódott be. Napjainkban, nagy esőzésekkor a bejáratnál kis tó alakul ki, melynek vize időnként befolyik a barlangba. A bemosott agyagos, iszapos üledék kitölti az alsó részt. Az üregben létrejövő időszakos tóból leülepedő agyag száradási repedés-poligonokat képez. A könnyen megközelíthető, mászással, barlangjáró alapfelszerelés használatával járható barlang megtekintéséhez nem szükséges engedély.
2005-ben volt először Vaskobak-barlangnak nevezve a barlang az irodalmában. Előfordul a barlang az irodalmában Gánti külfejtés 6.sz. barlangja (Futó 2008) néven is.

## Kutatástörténet
Az Alba Regia Barlangkutató Csoport 2004–2005. évi évkönyvében szó van arról, hogy a Gánti külfejtés 5. sz. barlangjának bontása során a csoport tagjai szétnéztek a gánti felhagyott bauxitbányában. A kutatás eredménnyel járt, mert Frici bácsi talált egy bontható üreget a vetőfal közelében fekvő, különálló, vörös sziklatömb oldalában. Eleinte nem nagyon törődtek vele, de Frici bácsi gyorsan haladt a köveknek az üregből eltávolításával, ezért a többiek csatlakoztak a bontómunkához. Nemsokára már az üregből adogatták ki a köveket. A bejárat mögött lévő kis teremben már elfért egy ember, ezért már barlangnak lehet nevezni az új üreget. November 12-én, hétvégén a csoportból négyen megint elutaztak Gántra megfelelő szerszámokkal. A Vaskobak-barlang bejárati terméből eltávolították az összes mozgatható követ, ezért a további bontáshoz már elég hely áll rendelkezésre. A teremből kihordott kövek (a külső környezettől eltérően) fehér dolomitsziklák voltak. Az üreg belsejét is dolomit uralja.
A bejárati teremben egy felnőtt ember kényelmesen elfér, jobbra az aljzatot pedig egy emelkedő agyaglejtő alkotja, amely fokozatosan, az emelkedő mennyezettel összeérve elszűkül. Elöl (egy szűkületen keresztül) be lehet látni egy olyan terembe, amely tágabb a bejárati teremnél. A szűkület alja jól bontható, kb. 30 perces munkával át lehet jutni a nagyobb, belső terembe. A barlang aljzata minden bizonnyal a bányászat befejezése óta bekerült agyagból áll, melynek felszínén vízülepedési nyomok látszanak. A barlang mérete majdnem nagyobbnak tűnik, mint a befoglaló szikláé. A barlang falát néhány helyen valószínűleg csak vaskobak alkotja, mely az öntöttvashoz hasonló. A barlangot a sötétedés beállta előtt a leírt állapotban hagyták. A barlang további bontása javasolt, formajegyeit tekintve feltétlenül érdekességnek számít. Fel kell mérni a feltárt üregeket a belső terembe átjutás után.
A barlang a következő módon jöhetett létre: a fekükőzet lezökkenése után megkezdődött a mélyponton lévő dolomitsziklákra, trópusi időjárási viszonyok között a vas-oxidos bauxit lerakódása. A jól átmosott, kiülepített bauxit vastartalma az alsó rétegekben koncentrálódott, ahol a vas-oxid, vas-hidroxid hatására (metaszomatikus mineralizáció segítségével) vaskobakkérget alkotott az eredeti térszínt képező dolomitsziklákon. A vaskobakkéreg alatt fekvő dolomit egy részét idővel kioldotta az elszivárgó, hatalmas vízmennyiség, ezért üregek alakulhattak ki a vaskobak védelme alatt. A bányászat során el lett távolítva a bauxitlencse a vetődés alkotta csapdából, teljesen a fekükőzetig. Jelen esetben a dolomit felszínére települt barnásvöröses, helyenként fekete vaskobakig. A bányászat és az időjárás viszontagságai valószínűleg átlyukasztották a létrejött üreg falát, amelyet a csoport tagjai megtaláltak és kibontottak. A kéziratban van két olyan, színes fénykép, amelyek bemutatják a Vaskobak-barlangot. Az első fényképen a Vaskobak-barlang bejárata, a háttérben, felül pedig a Gánti külfejtés 5. sz. barlangjának bontása látható. A második fényképen a Vaskobak-barlang bejárata figyelhető meg. A fényképeket Molnár Gyula készítette.
Az Alba Regia Barlangkutató Csoport 2006–2007. évi évkönyvében az van írva, hogy a Gánti külfejtés 5. sz. barlangjától DK-re, kb. 30 m-re van a Vaskobak-barlang (4521-es barlangkataszteri terület, Gánt, hosszú-haraszti vető), amelynek GPS koordinátái: 47°23'13,1" (északi szélesség), 18°23'39,7" (keleti hosszúság). (Hiba: 5,6 m.) A Vaskobak-barlang bejárata 193 m tszf. magasságban van. A barlang bejáratában, 2006. április 1-jén 12 óra 30 perckor a hőmérséklet +7,2 °C, a felszínen pedig +21 °C. A hőmérsékletet Lakatos János, Molnár Dávid, Molnár Gyula és Zentai Ferenc mérték. 2006. július 19-én Molnár Dávid, Molnár Gyula és Zentai Ferenc a barlang bejárati termében szén-dioxid feldúsulást tapasztalt. Megállapították, hogy a barlang fulladásveszélyes. Ez volt az első eset, hogy a barlangban szén-dioxid jelenlétét észlelték. A barlangbejáratba ideiglenesen elhelyeztek egy faágakból készült tiltókeresztet.
2006. augusztus 10-én Molnárné Oláh Erika, Molnár Dávid, Molnár Gyula és Zentai Ferenc a barlang bejárati termében 19 órakor 17,5 °C-ot, a külszínen pedig 22,5 °C-ot mértek. A szén-dioxid a bejárati nyílás alsó éle alatt 20 cm-re 120 mg/l = 6,6 tf% (Dräger-pumpával: 1 szívás = 100 ml minta). A bejárati teremben a talajtól 20 cm-re 90 mg/l = 4,9 tf%-ot mértek. A bejáratba figyelmeztető feliratot helyeztek el. A felirattal próbálták meg felhívni az arra járók figyelmét a veszélyre. 2006. november 11-én Lakatos János, Molnár Gyula és Zentai Ferenc észrevették, hogy a bejáratba elhelyezett tábla hiányzik, de a barlang bejárata le van zárva két kővel, ami arra utal, hogy más is érezhette a veszélyt. A barlangban gyertyával ellenőrizték a levegő szén-dioxid tartalmát. A gyertya égett, ezért tudtak bontani a barlangban. A barlangban lévő hőmérséklet 15 órakor 8,4 °C, a felszínen pedig 8,8 °C volt. 2007. április 28-án Lakatos János, Molnár Gyula, Németh Tibor és Zentai Ferenc megállapították, hogy a barlangban lévő rossz levegő miatt nem lehet folytatni a barlang bontását. A barlangba helyezett gyertya elaludt, a levegő szén-dioxid tartalmát Dräger-pumpával mérve 210 mg/l = 11,4 tf%-ot mértek.
2007. május 13-án délben a csoport tagjai a barlangban lévő puffertartály vizének hőmérsékletét 11,5 °C-osnak, a felszíni hőmérsékletet pedig 16,6 °C-osnak (65 % relatív páratartalom mellett) mérték. A barlang levegőjéből vett minta 135 mg/l = 7,4 tf% szén-dioxidot tartalmazott. Ezt az értéket soknak gondolták, ezért nem dolgoztak aznap a barlangban. 2007. június 9-én Molnár Gyula és Zentai Ferenc 9:50-től 10:30-ig a barlangbejáratnál mérték a levegő szén-dioxid tartalmát (150 mg/l = 8,2 %). Ekkor a levegő relatív páratartalma 39 % (felszíni), 68 % (a barlangban), a levegő hőmérséklete pedig 24,1 °C (felszíni), 14,9 °C (a barlangban) volt. 9-én 16:30-tól 17:30-ig a levegő szén-dioxid tartalma a bejáratnál 180 mg/l = 9,8 %, a barlangi puffervíz hőmérséklete pedig 15,5 °C volt. 10-én 6:30-kor a levegő szén-dioxid tartalma a bejáratnál 140 mg/l = 7,6 %, a barlangi puffervíz hőmérséklete 15 °C, a felszíni léghőmérséklet pedig 14,8 °C volt.

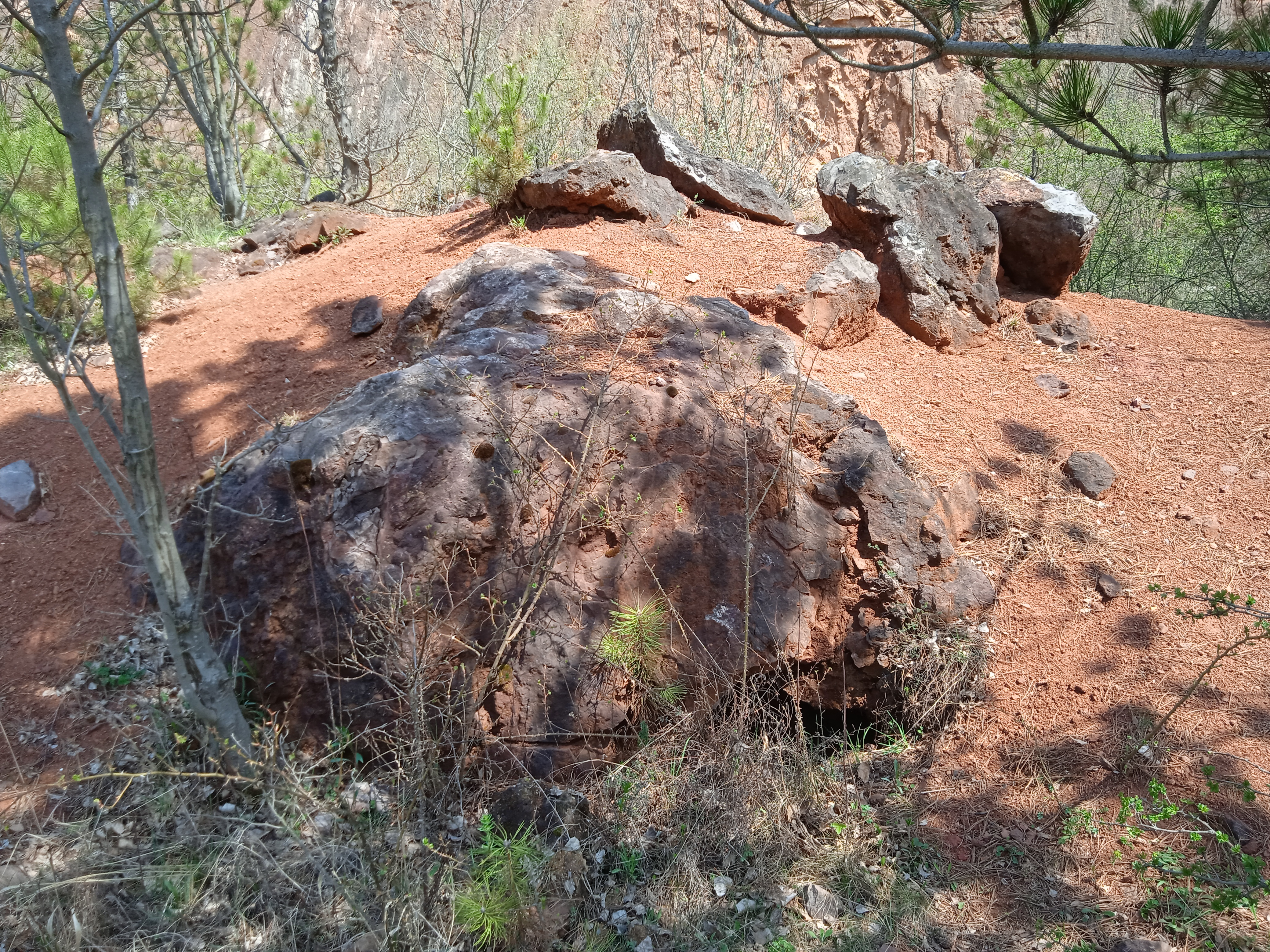
A Vaskobak-barlang bejáratát rejtő sziklakibukkanás

2007. szeptember 16-án Molnárné Oláh Erika, Molnár Gyula és Zentai Ferenc mérték a Vaskobak-barlang első termének hőmérsékletét (14,2 °C), a felszíni hőmérsékletet (21,9 °C) és a barlangi levegő szén-dioxid tartalmát (30 mg/l = 1,6 tf%). 2007. november 3-án Lakatos János, Molnár Gyula, Németh Tibor és Zentai Ferenc egy előre elkészített fapadot ástak le a barlang előtt, amelyet a mérőeszközök előkészítése és a munkahely otthonosabbá tétele végett helyeztek el. A barlangba betett gyertya (a szén-dioxid jelző) most is elaludt. A barlangban mért szén-dioxid 135 mg/l = 7,4 % volt. A felszínen 15,3 °C, a barlang bejáratánál talajszinten pedig 11,6 °C hőmérsékletet mértek.
A csoport megállapította, ha a bányakatlan levegőjének hőmérséklete magasabb, mint a Gánti külfejtés 5. sz. barlangjának hőmérséklete, akkor a Gánti külfejtés 5. sz. barlangjából kifelé áramlik a levegő. Ennek intenzitása arányos a hőmérséklet-különbséggel. Ekkor a Gánti külfejtés 5. sz. barlangjának levegőjében megjelenik nyomokban a szén-dioxid, de a Vaskobak-barlang levegőjében magas, életveszélyes értéket érhet el. Ekkor megindul a Hamvas-barlangból is a kifelé áramló huzat. Ha megközelíti a környezet levegőjének hőmérséklete a Gánti külfejtés 5. sz. barlangja levegőjének hőmérsékletét, akkor leáll a légmozgás. A Vaskobak-barlangban is áll a levegő és megmarad a magas szén-dioxid szint is (a barlangban továbbra is fennáll az életveszély). A Hamvas-barlangban sem észlelhető légmozgás.
Ha a környezet levegőjének hőmérséklete sokkal alacsonyabbra süllyed, mint a Vaskobak-barlang és a Hamvas-barlang levegőjének hőmérséklete, akkor a Gánti külfejtés 5. sz. barlangjába betör a levegő és gyenge befelé áramlás kezdődik. A Vaskobak-barlang levegője kitisztul, csak nyomokban mutatkozik benne szén-dioxid, a Hamvas-barlangban pedig nem történik változás. Tavaszra általában kitisztul a Vaskobak-barlang levegője, ekkor alkalmas bontómunkához. A munkát minden esetben össze kell kötni a szén-dioxid jelenlétének ellenőrzésével. Ezt gyertyával lehet legegyszerűbben elvégezni. Ha a gyetya jól, füstmentesen ég, akkor a barlang levegője veszélytelen, de ha a gyertya lángja vörös színű és kormoz (vagy elalszik), akkor a levegő szén-dioxid szintje túl magas, a levegő alkalmatlan belégzésre. A tagok fontosnak tartják a Vaskobak-barlangban, a Gánti külfejtés 5. sz. barlangjában, a Hamvas-barlangban és a környezetükben mért levegő-hőmérséklet és levegő-páratartalom napi (és szezonális) menetének rögzítését, de a légáramlások, szén-dioxid tartalom eseti mérését is.
A csoport tagjai a hosszú-haraszti vetőfalnál távolságméréseket végeztek mérőszalaggal, a jellegzetes pontok koordinátáit pedig GPS készülékkel határozták meg. A méréseknek az volt a célja, hogy a rendelkezésre álló térképre rákerüljenek a terület karsztos üregei. A Vaskobak-barlang GPS koordinátái: N 47,38698°, E 18,39424°, tszf. magasság 200 m. A kéziratban van öt, olyan színes fénykép, amelyek bemutatják a barlangot. Az első fényképen a barlangnál végzett mérés látható. A fényképet Zentai Ferenc készítette. A második fényképen a barlang bejárata és az abba elhelyezett tiltókereszt figyelhető meg. A fényképet Molnár Gyula készítette. A harmadik fényképen a barlangbejárat és a bejáratba elhelyezett figyelmeztető felirat van bemutatva. A fényképet Zentai Ferenc készítette. A negyedik fényképen (a fényképet Zentai Ferenc készítette) a barlang kővel eltorlaszolt bejárata, az ötödik fényképen (a fényképet Molnár Gyula készítette) pedig a barlang előtt felállított fapad látható.
A barlangot 2008-ban Futó János mérte fel, majd a felmérés felhasználásával 2008. február 1-jén megszerkesztette a Gánti külfejtés 6.sz. barlangja (Csákvár, barlangkataszteri szám: 4521-72) alaprajz térképét, hosszmetszet térképét és 2 keresztmetszet térképét. Az alaprajz térkép használatához a térképlapon jelölve van az É-i irány. Az alaprajz térképen megfigyelhető a 2 keresztmetszet elhelyezkedése a barlangban. A barlang a felmérés alapján 8 m hosszú és 1 m mély.
A barlang 2008. február 1-jén, BTI kataszteri felvétel alapján készült nyilvántartólapja szerint a 4521-72 barlangkataszteri számú Gánti külfejtés 6.sz. barlangja a Vértes hegységben lévő Csákváron (Fejér megye) található. Az üreg bejáratának koordinátái: X: 227212, Y: 600687, Z: 203. Sík terepen, kőfejtőben lévő sziklakibúvásban, cserjésben van a barlang 0,3 m széles, 0,5 m magas, bontott jellegű, ovális alakú és lejtő tengelyirányú bejárata. A részletesen felmért barlang 8 m hosszú, 3 m függőleges kiterjedésű, 2 m magas, 1 m mély és 5 m vízszintes kiterjedésű. Felső triász dolomitban (fődolomit) húzódik az üreg. A barlang kialakulását előkészítette a tektonika. Az üreg karsztvízszint alatti oldódás, korrózió és kőzetaprózódás miatt jött létre, de jelenleg inaktív.
Az egyszerű, egyszintes, elágazó (sziklaodú) térformájú barlang talpának lejtése változó, és jellemző szelvénytípusa a hasadék, illetve alagút. Az üregben kürtő, gömbfülke, gömbüst, breccsazóna, limonit és száradási repedés van. Mészkiválás figyelhető meg benne. Szervetlen, helyben keletkezett törmelékkitöltése kőzettörmelékből, szervetlen, behordott törmelékkitöltése pedig agyagból, iszapból áll. Szerves kitöltése: avar és hajszálgyökér. A barlangban pók, rovar, madártetem és műanyag pohár (rovarcsapda?) lett megfigyelve. Időszakosan csepegő víz jelenik meg az üregben. Tematikus feldolgozás: térkép, fénykép, kataszter, leírás. A kissé megváltoztatott barlang taposott, mélyített aljzatú. A terepjáróval, majd gyalog, könnyen megközelíthető, mászással és barlangjáró alapfelszereléssel járható barlang megtekintéséhez nem szükséges engedély.
Illetékes természetvédelmi hatóság: Közép-dunántúli KTVF. A barlang felszínének védettsége: Vértesi Natúrpark. A barlangbejárat az állam tulajdonában lévő területen (bauxitbánya) van. A képződménymentes barlang természetes állapotát közepesen veszélyezteti a feltöltődés. Kapcsolódó dokumentumok: 9 fénykép (bejárat, távoli, belső) és térkép. Az üregben valaki műanyag poharakat helyezett el rovarcsapdának, vagy csepegésmérés miatt. Minden bizonnyal a bányászat során került felszínre. A bejárat véséssel lett tágítva. Futó János a barlangbejáráskor megfigyelte, hogy a hátsó üreg alján egy énekes madár oszló teteme hever. Az aljzatba néhány deciméter mélységű árok lett ásva a barlang hosszában. Genetikai szempontból figyelemre méltó a kis méretű (feltárással láthatóan tovább növelhető) barlang.
Az Alba Regia Barlangkutató Csoport gánti kutatókollektívájának 2008–2009. évi évkönyvében az van írva, hogy az évkönyvben ismertetve van a kollektíva által kutatott 4521-es barlangkataszteri terület már ismert barlangjaiban (pl. a Vaskobak-barlangban) 2008–2009-ben végzett feltáró kutatás és állagmegóvás. 2008. május 2-án Lakatos János, Molnár Gyula és Zentai Ferenc a Vaskobak-barlang talpszintjén 20 mg/l szén-dioxidot mértek Dräger-pumpával. A barlangi hőmérséklet 11 órakor a bejáratban 11,8 °C, a felszíni pedig 16,3 °C volt. A páratartalom- és hőmérsékletmérést, illetve regisztrálást azután DL1-es Dataloggerük végezte (5 percenként, 100x). Az adatgyűjtőt a bejárat jobb oldali ágának halmára tették. A barlang bejárata 99 m tszf. magasságban (nem korrigált érték) van 1000,6 mbar, 23,8 °C, 50 % páratartalom mellett. A két utolsó adatot egy kínai digitális lakáshőmérő/páramérő szolgáltatta. 2008. május 10-én Lakatos János, Molnár Gyula és Zentai Ferenc észlelték, hogy a barlangban csak a fenékszint felett 30 cm magasságig ég a gyertya lángja, emiatt elhagyták a helyet.
2008. május 18-án Molnár Gyula, Németh Tibor és Zentai Ferenc a barlang bejárata mellé felcsavaroztak egy lehetséges gázveszélyre figyelmeztető táblát. A táblára a barlang neve is rákerült. Ugyanott ágvágást és takarítást végeztek. 10 óra 40 perckor a barlang talaja felett 56 cm-re elaludt a gyertya lángja, ezért a barlangban nem tudtak bontómunkát végezni. Ugyanakkor a belső hőmérséklet 12 °C volt. 2008. augusztus 22-én a csoport megállapította, hogy a barlangot alaposan kiöblítették az augusztusi esőzések, mert szén-dioxidot nem észleltek benne. 2008. augusztus 30-án a barlangban megint sok volt a szén-dioxid. 18 órakor a barlangban mért hőmérséklet 16 °C, 18 óra 10 perckor a felszíni hőmérséklet 20,4 °C. Leszerelték az olvashatatlanná vált barlangnévtáblát. 2008. szeptember 14-én 11 óra 7 perckor a barlangban 13,8 °C volt, a gyertya lángja pedig égett. Az itt gyakorló Lakat Ferencék azt mondták, hogy 13-án délután még erős szén-dioxidot éreztek belégzéskor a szájukban.
2008. szeptember 28-án a csoporttagok meglepődve látták, hogy a Vaskobak-barlang felett lévő meredek sziklafal egy kis üregében van egy házi kecske. A Vaskobak-barlang gyertyás vizsgálat alapján tele van szén-dioxiddal. 2008. október 10-én a csoport tagjai megállapították, hogy a barlang még tele van szén-dioxiddal. 2008. október 12-én a barlang alján csak 10 cm magasságig volt gyertyalángoltó a szén-dioxid. 2008. október 19-én a csoport megállapította, hogy a barlangban nincs szén-dioxid. A barlangban, a bejárat alatti talajon mérve 10 °C, a felszínen pedig 10,6 °C volt a hőmérséklet. 2008. november 2-án a barlang alján a szén-dioxid kb. arasznyi magasságig ért. Az évkönyvben van egy olyan színes fénykép, amelyen a barlang bejáratánál elhelyezett figyelmeztető tábla látható. A fényképet Molnár Gyula készítette.
Az Alba Regia Barlangkutató Csoport 2008. évi kutatási jelentésében az olvasható, hogy 2008-ban a kis Vaskobak-barlangot többször is elárasztotta a magas szén-dioxid tartalmú levegő, ezért a csoport egy időre abbahagyta a barlang kutatását (fulladásveszély). A 2009. évi Karszt és Barlangban szó van arról, hogy 2009. július 12-én, a Magyar Karszt- és Barlangkutató Társulat tanulmányútján, a Hosszúharaszt-vető karsztbarlangjainak megtekintésekor nagyon érdekesnek találták a résztvevők a Vaskobak-barlangot, ahová most nem mentek be a sok szén-dioxid miatt. A csoport 2010. évi jelentésében meg van említve, hogy a barlang kis üregét megint sokszor elárasztotta a magas szén-dioxid tartalmú levegő, ezért a csoport egyelőre abbahagyta a barlang kutatását és fulladásveszélyre figyelmeztető táblát helyezett el. 2010-ben a csoport nem dolgozott a barlangban. A barlangban 2011-ben és 2012-ben egyszer sem észlelt denevért a Gerecse Barlangkutató és Természetvédő Egyesület.
A Polacsek Zsolt és Ba Julianna által írt, 2017. évi jelentésben az olvasható, hogy a Vaskobak-barlang bejáratának EOV koordinátája: E 600523, N 227350, 270 m tszf. magasság (bizonytalan). A Csákvár külterületén található barlangot az Alba Regia Barlangkutató Csoport az 1990-es években tárta fel. Ennek a barlangnak a jelentésben előzőleg ismertetett barlangokkal ellentétben a bányatalpon, a kibukkanó, elszíneződött dolomitkúpok tövében van a bejárata. Meg lehet találni a kéziratban lévő térképvázlat használatával. Minden bizonnyal egy korábban aktív víznyelési pont volt a kb. 6 m hosszú barlang. A bányatalpon lévő, többször megfigyelt vízmosások is errefelé vezetnek, de nem érik el a barlangbejáratot. A barlang kitöltését vörös színű, vas-oxidos agyag, sár alkotja. Nem célszerű kutatni. A barlangban nem látott életnyomokat Polacsek Zsolt. A barlang 2014-ben fel lett mérve. A kéziratba bekerült egy olyan, színes fénykép (70. ábra), amelyen a barlang bejárata látszik. A fényképet Polacsek Zsolt készítette.